# Morelle
Pour les articles homonymes, voir Morelle (homonymie).
Taxons concernés
- Plusieurs espèces parmi le genre Solanum (Voir texte)
- Atropa belladonnamodifier

Morelle est un nom vernaculaire ambigu désignant en français certaines plantes du genre Solanum. Il est utilisé aussi d'une façon indistincte pour désigner plusieurs espèces de ce genre qui n'ont pas de nom vernaculaire, comme Solanum   heterodoxum Dunal ex DC., 1813 ou encore Solanum rostratum Dunal 1813. 
Le terme morelle dérive du latin médiéval, maurella qui vient lui-même de Maure.
Ces plantes sont souvent toxiques, leurs fruits colorés en particulier, cependant certaines Morelles, comme la Morelle d'Amérique ou la Morelle de Quito, sont comestibles[réf. souhaitée]. Les fleurs de morelles toxiques bénéficient d'une pollinisation vibratile par des halictes : le mouvement des ailes des insectes libère le pollen qui, une fois au nid, nourrira les larves. En allant d'une fleur à l'autre, le pollen permettra la reproduction des plantes.

## Liste de plantes

### A à C
- Solanum americanum - Morelle d'Amérique Mill. , 1768, brède bleu (dans l'Océan Indien)
- Solanum aviculare G.Forst. , 1786 - Morelle du Cap ou Morelle des oiseaux
- Atropa belladonna L. , 1753 - Belladone, Morelle furieuse ou Morelle marine
- Solanum bonariense L. , 1753 - Morelle de Buenos Aires
- Solanum capsicastrum Link ex Schauer, 1833
- Solanum chenopodioides Lam. , 1794 - Morelle faux chénopode, Morelle grêle ou Morelle sublobée

### D à N
- Lycianthes rantonnetii, arbre à gentiane ou Morelle de Rantonnet
- Solanum dulcamara L. , 1753 - Morelle douce-amère ou Morelle grimpante
  - Solanum dulcamara var. marinum Bab. , 1843 - Morelle marine
- Solanum elaeagnifolium Cav. , 1795 - Morelle jaune ou Morelle à feuilles de chalef
- Solanum heterodoxum  Dunal ex DC., 1813
- Solanum jasminoides Paxton, 1841 - Morelle faux jasmin
- Solanum laciniatum Aiton, 1789 - Morelle laciniée
- Solanum linnaeanum Hepper & Jaeger - Morelle de Linné
- Solanum nigrum L. - Morelle noire
  - Solanum nigrum L. , 1753 - Morelle vert jaune
  - Solanum nigrum subsp. schultesii (Opiz) Wessely, 1961 - Morelle de Schultes

### O à R
- Solanum physalifolium Rusby, 1896 - Morelle à feuilles de coqueret
  - Solanum physalifolium var. nitidibaccatum (Bitter) Edmonds, 1986 - Morelle à baies luisantes
- Solanum ×procurrens A.C. Leslie, 1978
- Solanum pseudocapsicum L. , 1753
- Solanum quitoense Lam. , - Morelle de Quito
- Solanum rantonnetii Carrière ex Lesc. , 1859
- Solanum rostratum Dunal, 1813

### S à U
- Solanum scabrum Mill. , 1768 - Morelle scabre
- Solanum sisymbriifolium Lam. , 1794
- Solanum sarachoides Sendtn. , 1846 - Morelle fausse saracha
- Solanum triflorum Nutt. , 1818 - Morelle à trois fleurs
- Solanum villosum Mill. , 1768 - Morelle poilue ou Morelle velue
  - Solanum villosum subsp. miniatum (Bernh. ex Willd.) Edmonds, 1984 - Morelle ailée
  - Solanum villosum subsp. miniatum (Bernh. ex Willd.) Edmonds, 1984 - Morelle orangée ou Morelle à tige ailée